# Lygra
Lygra ou Luro est une île dans le landskap Sunnhordland du comté de Vestland. Elle appartient administrativement à Lindås.

## Géographie
Rocheuse et couverte d'arbres, elle s'étend sur environ 2,368 km de longueur pour une largeur approximative de 911 m. Traversée par la route Fv404, elle compte une vingtaine d'habitations.

## Histoire
Le pont a été construit en 1972. L'île est, depuis le Moyen Âge, le site de l'église de Lygra. Il y a aussi des pierres tombales datant des vikings. Le Heathland Center est situé sur Lygra. C'est un centre d'information sur le paysage culturel de cette zone côtière. Il y a près de 200 hectares de landes qui sont gérées de manière traditionnelle par les agriculteurs locaux,.